# TuS Nettelstedt-Lübbecke
| TuS Nettelstedt-Lübbecke                                                                   | TuS Nettelstedt-Lübbecke |
| ------------------------------------------------------------------------------------------ | ------------------------ |
| Nadimak:                                                                                   | -/-                      |
| Osnovan:                                                                                   | 1912. / 1945.            |
| Boje kluba:                                                                                | crveno-bijelo            |
| Trener:                                                                                    | Goran Suton              |
| Dvorana:                                                                                   | Kreissporthalle Lübbecke |
| Sjedećih mjesta:                                                                           | 3.300                    |
| Sezona 2006./07.:                                                                          |                          |
| Njemačko prvenstvo:                                                                        | 16. mjesto               |
| Njemački kup:                                                                              | zadnjih 16               |
| - Osvajači njemačkog kupa 1981. - Pobjednik kupa kupova 1981. - Euro-City-Cup 1997., 1998. |                          |

TuS Nettelstedt-Lübbecke (puno ime: Turn- und Sportverein Nettelstedt-Lübbecke e. V) je rukometni klub i natječe se u  Prvoj njemačkoj rukometnoj ligi.

## Poznati igrači koji su nastupali ili nastupaju za TuS Nettelstedt-Lübbecke
- Bogdan Wenta
- Talant Dujšebajev
- Andrej Lavrov
- Zoran Mikulić
- Zdravko Miljak[2]

## Poznati treneri koji su radili u Nettelstedtu
- Velimir Kljaić

## Vanjske poveznice
- Službene stranice kluba